# 内海賢二
内海 賢二（うつみ けんじ、1937年〈昭和12年〉8月26日 - 2013年〈平成25年〉6月13日）は、日本の声優、俳優、ナレーター。賢プロダクション会長。キャリア初期は、本名の内海 健司や内海 賢治（読み同じ）の名前で活動。
代表作には、『北斗の拳』のラオウや『魔法使いサリー』のサリーのパパ、『Dr.スランプ アラレちゃん』の則巻千兵衛などがある。

## 生涯

### 生い立ち
福岡県北九州市出身。5人兄弟の末っ子として生まれるが、3歳で両親を亡くし兄弟とは別れて育つ。学校時代は演劇部に入ったことはなかったが、ただし、物を読んだり、漫画の本を読んだりすることは好きだった。その頃、漫画の本がすくないことから、一冊持ってきて、皆の前で読んでいた。国語の教科書を読むのが巧かったが、当時は役者になるとは思ってもいなかった。中学時代は世界中を周る船乗りになりたく、野球選手にも憧れていた。放送部に所属していた。中学・高校には仕出し弁当店で住み込みで働き、夜間で通った高校では演劇部に所属。

### キャリア
兄がNHK小倉放送局でラジオドラマのミキサーをしており、高校時代に何回か見学に行っていた。高校3年生時の1955年、役者になろうという気は毛頭なかったが、それが縁で兄が勧めてもらったNHK小倉放送局の専属劇団に応募して合格。入れたのは、「ただ人より声が大きい」というだけの理由であり、「あいつはヘタだけど、とりあえず声がでかい。声が出ることはいいことだ」とその原石を認めてくれた人物がいたことから入れたという。ラジオドラマや朗読の仕事を始めるようになる。やがて、福岡県に開局したばかりの九州朝日放送に移籍しKBCラジオの専属声優になった。
だが、地方での仕事に限界を感じたことから、広告代理店の電通でテレビ映画制作の仕事をしていた友人を頼り1958年に上京。その友人の紹介で、子供向けドラマ『熱血カクタス』（柴田秀勝主演）にて端役をもらい、続けて『海賊バイキング』ではナレーターを担当。中央でのデビューを果たした。当初は柴田が運営する新宿ゴールデン街で飲み屋でのアルバイトをしながら舞台俳優として里吉しげみ主宰の劇団未来劇場の公演などに出演していたが、飲みに来た演出家にスカウトされ吹替に参加、自然と声優業が増えたという。アテレコを始めた頃は、劇場で映画を見ながら声までは出さないが思わず口合わせており、映画を冷静に客観的に見られず嘆いていたという。その後もフランス語、ドイツ語、ロシア語を吹き替える時、多少戸惑っていたという。
アニメデビュー作は、1963年に放送された『狼少年ケン』での片目のジャック役。東映動画初のテレビアニメであり、以降はアニメ声優でも草分け的存在になる。また、本人曰く「マルチな役者」を目指していたことで、吹き替え出演やナレーターとしても活動し、以前からの舞台俳優としての活動のほか、1960年代から1970年代にかけては多くのテレビドラマにも顔出し出演している。
かつては、九州NHK放送劇団、未来劇場、東京アーティストプロダクション、東京俳優生活協同組合、楡プロダクションに在籍した。

### 私生活
1973年、『宇宙エース』や『マッハGoGoGo』での共演をきっかけに知り合った声優の野村道子と結婚。挙式は中村正夫妻を媒酌人として、アメリカ合衆国ハワイ州の白い教会で行われていたという。当時所属していた事務所の社長が事故で死亡したが、しばらくは恩義があるため、その事務所に所属していた。「多分これでもう社長への恩は返しただろう」ということで、退所。その時に、「せっかく新しいところへ移るんなら、やっぱり映像の分野じゃなくて声の方がいいだろう、それだったら自分で事務所をやった方がいいかな」と考えて、1984年には賢プロダクションを設立。自身のマネージメントとともに、野村の協力も得て後進の育成にもあたるようになる。これらの幅広い活動から、1980年代には長者番付に名を連ねたこともあった。

### 晩年・死後
その後も第一線で活動。長年に渡り多くのジャンルで貢献したことから、2009年に第三回声優アワード功労賞を受賞。同年放送のアニメ『けんぷファー』と連動したラジオ番組『ラジオ けんぷファー 賢二と愛のわくわく臓物ランド』では初のアニラジレギュラーパーソナリティを務め、共に担当する中島愛との年齢差も含め話題となった。
晩年は、50歳半ばに患った膀胱がんが再発したため闘病しながら活動を継続。2013年6月13日午後3時1分、がん性腹膜炎のため東京都新宿区の病院で死去。75歳没。葬儀と告別式は、6月20日に青山葬儀所で営まれた。生前最後の出演は、同年7月に放送された『銀の匙 Silver Spoon』の轟先生役となった。戒名は「泰岳賢映居士」。
2014年、第8回声優アワード「特別功労賞」を受賞。
2022年9月30日に、内海の仕事と偉業を追った映画『その声のあなたへ』が公開された。
2023年3月29日には、生前の内海の声をCoeFontのAI技術で再現した朗読付き電子書籍「YOMIBITO Plus」が発売された。

## 人物
免許は第一種普通免許、小型船舶免許。特技はゴルフ。
車好きで、内海がスティーブ・マックイーンの吹替を担当していなかった頃のマックイーン主演映画『ブリット』を見て、その中に登場していたスタング・マッハ1について、「いつか必ずあの車を買おう」と思い、何年か後に本当に購入した。モーターボードも買って乗り回していたという。松本梨香によると、仕事終わりに内海の運転するベンツに乗せて貰った時は車内で大音量の演歌を流し「やっぱりベンツには演歌だよな！」と豪快に笑っていたなど、車に関する逸話を多数持っている。

### 特色
素晴らしいバリトンのユニークな声の持ち主で、羽佐間道夫は「のどちんこをぶるぶる震わせるような声」と表現している。張りと存在感のある低音を生かし、多くの作品に出演し活躍した。テレビアニメの初期から活躍していた。
方言は博多弁。
役柄としては、渋味をたたえつつ野太くエネルギッシュなその声から、悪役から気のいいオジサン、三枚目、とびきりのセクシーボイス、ある時は冷酷なオトコ、ひょうきんな役まで、自由自在であった。その個性的な声質から悪役を演じることも多く、内海自身も「人生において吹き替えた役の3分の2は、“悪”ですよ（笑）」と冗談交じりに語っている。一方、コミカルな演技を活かす役を演じることも多かった。吹き替えでは、スティーブ・マックイーンやサミー・デイヴィスJr.の担当声優として知られた。また、黒人俳優を担当することが多かった。
最初の持ち役はヴィクター・マチュアで、『荒野の決闘』をはじめ、多くのマチュア出演作で吹替を担当した。
マックイーンを初めて担当したのが『荒野の七人』であった。しかしマックイーンは抑揚がなく、ボソボソとした喋り方で演じにくかった上「黙っているポーズ、姿がいいときている」といったタイプの俳優であったことから、吹替には苦労した。『ジュニア・ボナー/華麗なる挑戦』でのマックイーンは難しく、プロデューサーからの「今までのマックイーンと離れてやってくれ」という注文で、失われつつある詩情を出そうと懸命に努めた。演じ方としては語尾をソフトにして話すよう意識し、甘いムードの中に男らしさも盛り込めるよう工夫しており、ジュニア・ボナーは個人的には好きなタイプの人間で、西部劇も好きだったことから、苦労しつつもやりがいのあった仕事だという。サム・ペキンパーが監督を務めていた映画は好きで全部見ていたという。
NHK時代は可愛い声だったと述懐しており、KBCにいた頃は少年剣士役を演じていたという。
007シリーズ吹替版では常連声優であった。6作で悪役を担当しており、悪役での最多登場を誇る。『007 ロシアより愛をこめて』（シリーズ史上有数の存在感で知られるロバート・ショウを担当）と『007 死ぬのは奴らだ』では悪役をつとめ、それぞれTBSで吹替が再制作された時も、内海は交代なしで2バージョンとも同役をつとめた（『007 ロシアより愛をこめて』ではこの再制作の時にボンドの吹替声優も交代した）。『007 ダイヤモンドは永遠に』がTBSで新録された時（1990年）にはショーン・コネリーが演じたボンドを吹き替え、主役を務めた。また『007 リビング・デイライツ』（TBS版）で悪役だったジョー・ドン・ベイカーを担当、『007 トゥモロー・ネバー・ダイ』（フジテレビ版）ではボンドの相棒役となったベイカーを再び吹き替え、作品・制作局・役柄が異なる中、同じ俳優の吹替に配役される経験もしており、最後の007シリーズ吹替だった『007 慰めの報酬』（同作のみソフト用新録）まで、ジョージ・レーゼンビー以外の全ボンド俳優の主演作品に出演、幅広い役柄で長くシリーズを支え続けた。シリーズ番外編『ネバーセイ・ネバーアゲイン』でも悪役をつとめている。

### 人物像
後輩の神谷明は内海について、「明るい」「元気」「豪快」「格好良い」「気っぷが良い」「情熱家」「器がでかい」という言葉がぴったりだと述べている。一方で、「シャイ」「繊細」「細やかな心遣い」という、普段のイメージとは若干異なる部分もあったという。
現場では明るくムードメーカーな存在だったといい、戸田恵子は「あのお声であのお顔立ちで恐い人なのかな？と思いきや、その真逆」と語っている。派手でオシャレが好きであり、葬儀では祭壇に内海愛用の帽子コレクションが並べられた。戸田恵子とはよくファッション談義もしたという。その性格から多くの仲間や後輩に慕われていた。
谷山紀章が事務所に入った時の内海に対する第一印象はその強面な風貌から「（内海の愛車であった）ベンツからあの風貌の男が降りてきちゃダメだろう」というものだった。その一方で谷山も内海の人柄に魅了された一人であり、自らを「内海賢二の子分」と自任しており、生前は「ボス」と呼んで慕っていた。内海逝去後も「僕のボスは後にも先にも内海賢二だけです」と公言しており、インタビューなど公な取材の場でも内海に対して「社長」でもなく「内海さん」でもなく「ボス」という言葉を使っている。
古川登志夫は、優しかった先輩として内海の名を挙げている。古川が現場でダメ出しをされて落ち込んでいる時、帰り際に「おい、登志夫、ちょっとお茶でも飲もうか」と誘い、「きついこと言われてたけどね、あの演技で良かったと思うよ。」と慰める言葉をかけてくれたという。

### 仕事に対する姿勢
一つ一つの仕事には全力投球だったといい、非常に真摯であった。
声優として幸せなことには「媒体を問わず色んな役柄が出来ること」と答えている。演技については「ハートが大事！」と語っていた。吹き替えでは、元の役者の声や芝居に似ているかより、その役の中身を考え演じている。
アニメの難しさに声によって画が生きるか死ぬかが決まること、吹き替えの難しさに俳優の演技と吹き替えの声のお互いの相乗効果で作っていくことを挙げている。また、共演者との演技のバランスにも留意していたという。
神谷明によると、『北斗の拳』でのケンシロウとラオウの最終決戦の収録の際は、にこやかな普段と違い「そばにも寄れないほどの厳しさでオーラを放っていた」とのことで、その時はスタジオ中が緊張感に包まれていたという。
過去は振り返らないようにしており、常に新しいことへ挑戦する姿勢だった。インタビューで「ベテラン・若手から吸収したいものは？」と聞かれた際は「良いセンス、芝居心、年に関係無く」と答えている。
生前は生涯現役の意向を持っていた。最晩年は健康状態の問題からオファーを辞退することもあったが、「どうしても内海さんに」という仕事も多く、本人の意向もあり死去の10日前まで仕事を続け、救急搬送された死去の5日前にも収録のためNHKに出かけていたという。

### エピソード
八奈見乗児は、九州時代からの先輩であった。上京した内海は住むところがなく、新婚だった八奈見のアパートに転がり込んだという。また、『熱血カクタス』の主演だった柴田秀勝は、自身の経営するバーの2階を内海の下宿に提供し、その上アルバイトのバーテンとして内海を雇った。内海は声優として駆け出しの頃に面倒を見てくれたこの2人の先輩への感謝を忘れなかったという。
飯塚昭三とは「昭ちゃん」と「賢坊」と呼び合うほど親交が深かった。
『新造人間キャシャーン』のブライキング・ボス役は、他のキャストが作品別で入れ替わる中、一貫して内海が担当していた。
今まで演じた中で一番好きな役に、『パピヨン』でのスティーヴ・マックィーンの吹き替えを挙げている。マックィーンの吹き替えは、宮部昭夫と分け合う形で担当した持ち役の一つで「演じてきた中で唯一の二枚目であり、自身のアテレコ史の頂点である」と述べている。またそれが縁で『クレヨンしんちゃん 嵐を呼ぶ!夕陽のカスカベボーイズ』ではスティーヴ・マックィーンがモデルの役を1分に満たない出演ながらも受諾している。
かつて野沢雅子らと共に、アニメがビデオ・DVD化された際の使用料の支払いを求める訴訟を起こし、勝訴している。
「もし年齢が20歳若ければ、ジョニー・デップの吹き替えを担当してみたい」と語ったことがある。
妻の野村道子とは多く夫婦共演している。また、1984年に賢プロダクションを設立した際、経営面に不慣れな内海は次第に過労のため、誰の目にも明らかなほどに憔悴。この時、野村は役者仲間の助言もあり同プロダクションへ移籍。声優業の多くはそれまでの持ち役に絞り経営面で尽力するなど、公私共に内海を支える片腕となった。
長男は所属する賢プロダクション社長の内海賢太郎。アニメ『ブラック・ジャック21』の第1話では、自身が演じた友引警部の息子の名前を「賢太郎」と呼んでいる。
少年隊の錦織一清とは、ミュージカル『ゴールデンボーイ』で共演したことがきっかけとなり交遊があった。2010年12月4日『中野サンプラザ座長公演 水樹奈々大いに唄う 弐』ではナレーションを担当した。

## 出演
太字はメインキャラクター。

### テレビアニメ
1963年
- 狼少年ケン（1963年 - 1965年、ジャック）
- 鉄腕アトム（第1作）（ドラッグストアの主人）

1965年
- 宇宙パトロールホッパ（アイアン）
- ジャングル大帝（サイボス）
- 宇宙エース（イボ）

1966年
- 魔法使いサリー（1966年 - 1968年、パパ、よし子の父）
- 遊星仮面（サップス1号ステッキィ、サップス38号ヘスラー）
- 遊星少年パピイ（キングゴモラ）

1967年
- 黄金バット（マゾ）
- かみなり坊やピッカリ・ビー
- 悟空の大冒険（青獅子）
- 冒険少年シャダー（ゴースター）
- マッハGoGoGo（六郷警部、鬼村）

1968年
- 怪物くん（TBS版）（サタン、ミスターシャドウ、ミスタードール）
- ゲゲゲの鬼太郎（第1作）
- サイボーグ009（004 / アルベルト・ハインリヒ〈2代目〉）

1969年
- ウメ星デンカ
- 海底少年マリン（タイグール、トラヴァード、ケンボー団のボス）
- 巨人の星
- どろろ（大将）
- もーれつア太郎（第1作）
- 紅三四郎（ナレーター）

1971年
- 珍豪ムチャ兵衛

1973年
- 新造人間キャシャーン（ブライキングボス）
- ゼロテスター（武者ガロス〈アシュランガー〉、透明ガロス）

1975年
- 宇宙の騎士テッカマン（天地局長）
- ガンバの冒険（ヨイショ）
- 少年徳川家康（ナレーター）
- タイムボカン（バテレン）

1976年
- 元祖天才バカボン
- マグネロボ ガ・キーン（1976年 - 1977年、花月所長）

1977年
- 新・巨人の星（1977年 - 1978年、ビル・サンダー）
- 超電磁マシーン ボルテスV（1977年 - 1978年、ベルガン）

1978年
- 闘将ダイモス（バランドーク）
- 星の王子さま プチ・プランス（船長）
- ルパン三世（第2作）（1978年 - 1979年）

1979年
- あしたの勇者たち（松本監督）
- アニメーション紀行 マルコ・ポーロの冒険（ジャファディ）
- 円卓の騎士物語 燃えろアーサー（1979年 - 1980年、ガスター）
- 海底超特急マリンエクスプレス（ランプ）
- ザ☆ウルトラマン（大河原大介）
- ベルサイユのばら（1979年 - 1980年、ジャルジェ将軍 ）

1980年
- ずっこけナイトドンデラマンチャ（ドンキーホーテ・デ・ラマンチャ）
- 太陽の使者 鉄人28号（宇宙魔王）
- トム・ソーヤーの冒険（インジャン・ジョー〈2代目〉）
- フウムーン（ガマタ）
- 闇の帝王 吸血鬼ドラキュラ（ドラキュラ）

1981年
- Dr.スランプ アラレちゃん（1981年 - 1992年、則巻センベエ） - 1シリーズ + 特別編3作品

1982年
- 逆転イッパツマン（ヨコバッター）
- スペースコブラ（ターベージ 他）
- 太陽の子エステバン（ガスパル）
- ダッシュ勝平（ジョー・コッカー）
- 手塚治虫のドン・ドラキュラ（ドン・ドラキュラ伯爵）

1983年
- イタダキマン（首領）
- キャッツ・アイ（1983年 - 1985年、課長） - 2シリーズ
- さすがの猿飛（カパ）
- どくとるマンボウ&怪盗ジバコ 宇宙より愛をこめて（カポー）
- 未来警察ウラシマン（コロンダ刑事、ブリンナー）

1984年
- ふたり鷹（花園明美）
- らんぽう（ナワトビ怪人）

1985年
- 昭和アホ草紙あかぬけ一番!（1985年 - 1986年、B・Bマスク / 一の瀬強力）
- プロゴルファー猿（1985年 - 1988年、ミスターX）
- 北斗の拳（1985年 - 1988年、ラオウ、カイオウ） - 2シリーズ

1986年
- ゲゲゲの鬼太郎（第3作）（迦楼羅）
- サンゴ礁伝説 青い海のエルフィ（カリスマ）
- 青春アニメ全集（武士の亡霊）
- タッチ（柏葉英一郎）
- ドラゴンボール（1986年 - 1989年、神龍、アナウンサー、レッド総帥、則巻センベエ、武泰斗）

1987年
- ハイスクール!奇面組（平山雪男）

1988年
- 聖闘士星矢（オーディーン）
- 闘将!!拉麵男（玉王）

1989年
- 青いブリンク（ロバート）
- それいけ!アンパンマン（1989年 - 2013年、ランプの巨人〈初代〉、ムシバキンマン〈初代〉、くらやみまん〈初代〉、ピスタチオ〈初代〉）
- 手塚治虫物語 ぼくは孫悟空（牛魔王）
- ドラゴンボールZ（1989年 - 1991年、神龍〈初代〉、リクーム）
- まじかるハット（1989年 - 1990年、ジアーク、来々軒）
- 魔法使いサリー（1989年 - 1991年、大魔王）

1990年
- ドラゴンクエスト（1990年 - 1991年、オルテガ）

1991年
- ドラゴンクエスト ダイの大冒険（第1作）（1991年 - 1992年、大魔王バーン）
- 魔法のプリンセス ミンキーモモ（第2作）（ドラゴンスキー）
- 笑ゥせぇるすまん（木上守）

1992年
- 美味しんぼ（大河猪太）

1993年
- 超電動ロボ 鉄人28号FX（ブラック博士）

1994年
- 赤ずきんチャチャ（クラウド）
- とっても!ラッキーマン（おやじマン）

1995年
- ストリートファイターII V（ベガ）

1997年
- 剣風伝奇ベルセルク（1997年 - 1998年、ゾッド）
- BURN-UP EXCESS（源二郎）
- ルパン三世 ワルサーP38（ゴルドー）

1998年
- 時空探偵ゲンシクン（レオナルド・ダ・ヴィンチ）
- セイバーマリオネットJ to X（鎌太郎）
- 星方武侠アウトロースター（ドゥーズ・デラクス・レクス）
- 名探偵コナン（1998年 - 2001年、土方幸三郎、大楠友之）

1999年
- カウボーイビバップ（アップルデリー）
- 週刊ストーリーランド（ナレーション）
- 星方天使エンジェルリンクス（ドゥーズ・デラクス・レクス）
- Bビーダマン爆外伝V（ゴーツクボン）
- モンスターファーム〜円盤石の秘密〜（ラウー）

2000年
- はじめの一歩（2000年 - 2009年、鴨川源二〈初代〉） - 2シリーズ + 特別編
- マシュランボー（ドッカク）

2001年
- 魔法戦士リウイ（リジャール）

2002年
- 藍より青し（葵の父）
- サイボーグ009 THE CYBORG SOLDIER（ブラックゴースト〈男〉）
- ぷちぷり*ユーシィ（魔界王）
- ラーゼフォン（亘理士郎）

2003年
- アストロボーイ・鉄腕アトム（徳川）
- GAD GUARD（ラディゲ）
- シンデレラボーイ（白雪寒太郎）
- FIRESTORM（カルロ・モレーリ）
- 冒険遊記プラスターワールド（ギンギラギン）
- ポケットモンスター アドバンスジェネレーション（国王）
- 無限戦記ポトリス（ジェリード）

2004年
- かいけつゾロリ（ダルマニアン）
- 鉄人28号（第4作）（ベラネード、PX団ボス）
- 鋼の錬金術師（アレックス・ルイ・アームストロング）
- 妄想代理人（川津明雄）

2005年
- ギャラリーフェイク（カルロス）
- 戦国英雄伝説 新釈 眞田十勇士 The Animation（ナレーション）
- バジリスク 〜甲賀忍法帖〜（蓑念鬼）
- ブラック・ジャック（友引警部）
- 雪の女王（ガイオン）

2006年
- エンジェル・ハート（坂東実道）
- ケモノヅメ（大葉久太郎）
- こてんこてんこ（オークの樹の精、ズル魔人）
- ブラック・ジャック21（友引警部）

2007年
- 獣装機攻ダンクーガノヴァ（ヘルガイヤー）
- D.Gray-man（ジスコーネ）

2008年
- アリソンとリリア（リーン・ワレン警部）
- キャシャーン Sins（ブライキング・ボス）
- 銀魂（魔死呂威下愚蔵）
- ゴルゴ13（レデル・ニコラヴィッチ）
- のらみみ（所長）
- もっけ（ロクサン）
- ONE OUTS -ワンナウツ-（彩川恒雄）

2009年
- キディ・ガーランド（ク・フィーユ〈変声時〉）
- けんぷファー（2009年 - 2011年、ヒアブリライオン） - 1シリーズ + 特別編1作品
- 真マジンガー 衝撃!Z編 on television（ハーデス）
- スレイヤーズEVOLUTION-R（デューン）
- ドラえもん（テレビ朝日版第2期）（武蔵坊弁慶）
- ドラゴンボール改（神龍〈初代〉）
- NEEDLESS（ギド、ナレーション）
- 鋼の錬金術師 FULLMETAL ALCHEMIST（2009年 - 2010年、アレックス・ルイ・アームストロング、フィリップ・ガルガントス・アームストロング）

2010年
- しまじろう ヘソカ（黒ブタ船長）
- 迷い猫オーバーラン!（機械公爵、オープニングナレーション）
- RAINBOW-二舎六房の七人-（ジミー・ブラウン）

2011年
- HUNTER×HUNTER（第2作）（船長）
- べるぜバブ（ワスボガ）
- ブレイド（柳生丹波）

2012年
- リトル・チャロ〜東北編〜（スイコ様）

2013年
- 銀の匙 Silver Spoon（轟剛先生）

2014年
- パックワールド（オブテュース〈初代〉）※遺作

### 劇場アニメ
1966年
- サイボーグ009（008）

1967年
- サイボーグ009 怪獣戦争（008）

1969年
- 長靴をはいた猫（ダニエル）

1970年
- ちびっ子レミと名犬カピ（ジェームズ）

1971年
- アリババと40匹の盗賊（ドラ）

1974年
- マジンガーZ対暗黒大将軍（獣魔将軍）

1975年
- 宇宙円盤大戦争（ブラッキー隊長）

1979年
- がんばれ!!タブチくん!!（ネモト監督）

1980年
- がんばれ!! タブチくん!! 第2弾 激闘ペナントレース!!（ネモト監督）
- がんばれ!! タブチくん!! 初笑い第3弾 あゝツッパリ人生!!（ネモト監督）

1981年
- あしたのジョー2
- シリウスの伝説（グラウコス）
- Dr.スランプ アラレちゃん ハロー!不思議島（則巻センベエ）
- ドラえもん のび太の宇宙開拓史（ボーガント）

1982年
- テクノポリス21C（鳴海吾郎）
- Dr.SLUMP“ほよよ!”宇宙大冒険（則巻センベエ）

1983年
- 幻魔大戦（サラマンダー）
- Dr.スランプ アラレちゃん ほよよ!世界一周大レース（センベエ）

1984年
- 少年ケニヤ（グレ）
- 冒険者たち ガンバと7匹のなかま（ヨイショ）
- Dr.スランプ アラレちゃん ほよよ!ナナバ城の秘宝（則巻センベエ / ノリマッキー・センベエ）
- 忍者ハットリくん+パーマン 超能力ウォーズ（ゲラー）
- プロ野球を10倍楽しく見る方法 PART2（キヌガサ）

1985年
- Dr.スランプ アラレちゃん ほよよ!夢の都メカポリス（則巻センベエ）

1986年
- 北斗の拳（拳王）
- ドラゴンボール 神龍の伝説（神龍）
- プロゴルファー猿 スーパーGOLFワールドへの挑戦!!（ミスターX）

1987年
- タッチ3 君が通り過ぎたあとに（柏葉英一郎）
- プロゴルファー猿 甲賀秘境!影の忍法ゴルファー参上!（ミスターX）

1988年
- 魁!!男塾（司祭）
- ドラゴンボール 摩訶不思議大冒険（神龍）

1989年
- ギャラガ HYPER PSYCHIC GEO GARAGA（ダラブリーグ）
- ドラゴンボールZ（神龍）
- NEMO/ニモ（モルフェウス大王）

1990年
- ドラゴンボールZ この世で一番強いヤツ（神龍）
- ドラゴンボールZ 地球まるごと超決戦（レズン、神龍）
- ベルサイユのばら（ジャルジェ将軍）

1991年
- 安達が原（ダモクレス大統領）
- ガンバとカワウソの冒険（ヨイショ）
- ドラゴンボールZ 超サイヤ人だ孫悟空（神龍）
- 武者・騎士・コマンド SDガンダム緊急出撃（コマンドガンダム）

1993年
- 銀河英雄伝説 新たなる戦いの序曲（シドニー・シトレ）
- Dr.スランプ アラレちゃん んちゃ!ペンギン村はハレのち晴れ（則巻千兵衛）
- Dr.スランプ アラレちゃん んちゃ!ペンギン村より愛をこめて（則巻センベエ）

1994年
- 餓狼伝説 -THE MOTION PICTURE-（ジャミン）
- Dr.スランプ アラレちゃん ほよよ!!助けたサメに連れられて…（センベエ）
- Dr.スランプ アラレちゃん んちゃ!!わくわくハートの夏休み（則巻センベエ）

1995年
- マクロスプラス MOVIE EDITION（ミラード・ジョンソン大佐）

1996年
- 劇場版地獄先生ぬ〜べ〜（悪霊）
- スレイヤーズRETURN（ガレフ）
- ドラえもん のび太と銀河超特急（天帝）
- ドラゴンボール 最強への道（神龍、レッド総帥）

1997年
- ドラえもん のび太のねじ巻き都市冒険記（熊虎鬼五郎）
- ヘルメス－愛は風の如く（ミノス王）

1998年
- 名探偵コナン 14番目の標的（宍戸永明）

1999年
- ドラえもん のび太の宇宙漂流記（アンゴルモア）

2000年
- ONE PIECE（エルドラゴ）

2003年
- Pa-Pa-Pa ザ★ムービー パーマン（ドン石川）

2004年
- クレヨンしんちゃん 嵐を呼ぶ!夕陽のカスカベボーイズ（ヴィン）
- Pa-Pa-Pa ザ★ムービー パーマン タコDEポン!アシHAポン!（ドン石川）

2005年
- 劇場版 鋼の錬金術師 シャンバラを征く者（アレックス・ルイ・アームストロング）
- ブラック・ジャック ふたりの黒い医者（友引警部）

2006年
- 映画ドラえもん のび太の恐竜2006（ドルマンスタイン）

2007年
- ジーニアス・パーティ（サイ）
- ねずみ物語 〜ジョージとジェラルドの冒険〜（アレックス）
- 鉄人28号 白昼の残月（ベラネード）

2009年
- よなよなペンギン（おじさんたち）

2010年
- クレヨンしんちゃん 超時空!嵐を呼ぶオラの花嫁（金有増蔵）

2011年
- 劇場版ポケットモンスター ベストウイッシュ ビクティニと黒き英雄 ゼクロム・白き英雄 レシラム（王様）
- 鋼の錬金術師 嘆きの丘の聖なる星（アレックス・ルイ・アームストロング）

2012年
- グスコーブドリの伝記（てぐす工場主）

2013年
- ドラゴンボールZ 神と神（神龍）

### OVA
1985年
- こちら葛飾区亀有公園前派出所（両津勘吉）
- 戦え!!イクサー1（艦長）
- NORA（ザカライアセン）
- バビ・ストック I 果てしなき標的（G.P.P.長官）

1986年
- アウトランダーズ（ゲオバルディ）
- ドリームハンター麗夢（1986年 - 1992年、榊警部〈榊純一郎〉） - 4作品

1988年
- 銀河英雄伝説（シドニー・シトレ）
- 麻雀飛翔伝 哭きの竜（石川喬）
- ワット・ポーとぼくらのお話（市長）

1989年
- いしいひさいちのナンダカンダ劇場1 これが噂の地底人 とにかく上が悪いんや!!
- エンゼルコップ（滝海将〈ジチョウ〉）
- クラッシャージョウ 最終兵器アッシュ（マルドー）

1990年
- OL改造講座
- 押忍!!空手部（リック・パワード）

1991年
- ウィザードリィ（ワードナー）
- 機動戦士SDガンダム パパルの暁 第103話スギナムの花嫁（ジ・オ）
- スケバン刑事（暗闇警視）
- DETONATORオーガン（ゾア総司令）

1992年
- 花平バズーカ（オフィスト・バズーカ）

1993年
- キャシャーン（ブライキング・ボス）
- ジョジョの奇妙な冒険（ダニエル・J・ダービー）

1994年
- マクロスプラス（ミラード・ジョンソン大佐）

1997年
- それゆけ!宇宙戦艦ヤマモト・ヨーコII（スウィフト）

1998年
- HUNTER×HUNTER（パイロット版）（船長）

1999年
- 銀河英雄伝説外伝 螺旋迷宮（シドニー・シトレ）
- タイムレンジャー セザールボーイの冒険 ローマ帝国編（時空管理局局長）

2000年
- 真ゲッターロボ対ネオゲッターロボ（帝王ゴール）

2003年
- はじめの一歩 間柴vs木村 死刑執行（鴨川源二）

2004年
- トランスフォーマー ロボットマスターズ（ナレーション）

2006年
- 水木しげるの妖怪ワールド 恐山物語（山天狗）

2010年
- ムダヅモ無き改革 -The Legend of KOIZUMI-（マオ主席）

2011年
- 魚介類 山岡マイコの友 茹田蟹幸（山葵山蛸八）

### 吹き替え

#### 映画
1967年
- 拳銃の報酬（バーテンダー〈ビル・ザッカート〉、男2、警官4）※NET版
- 百万長者と結婚する方法（J・ステュワート・メリル〈アレクサンダー・ダーシー〉）※NET版
- 間違えられた男（ジーン・コンフォーティ〈ネヘマイア・パーソフ〉） ※NET版
- 西部の人（コーリー〈ジャック・ロード〉） ※NET版

1969年
- 帰らざる河（デイヴ・コルビー〈マーヴィン・ヴァイ〉）※NET版
- 理由なき反抗（バズ・グンダーソン〈コリー・アレン〉）※NET版

1970年
- 黒い罠（パンチョ〈バレンティン・デ・ヴァルガス〉） ※NET版

1971年
- ウィンチェスター銃'73（ダッチ・ヘンリー・ブラウン〈スティーヴン・マクナリー〉） ※NET版
- トブルク戦線（アルフィー・ブレイスウェイト〈ノーマン・ロシントン〉） ※NET版

1972年
- 黒ばら（バヤン将軍〈オーソン・ウェルズ〉） ※東京12ch版
- 八十日間世界一周（パスパルトゥー〈カンティンフラス〉） ※NET版
- 史上最大の作戦（“ダッチ”アーサー・シュルツ一等兵〈リチャード・ベイマー〉）※NET版

1973年
- 墓石と決闘（ピート・スペンス〈マイケル・トーラン〉） ※NET版
- 真昼の決闘（ハーヴェイ・ベル〈ロイド・ブリッジス〉）※フジテレビ版
- インディアン狩り（リー〈オジー・デイヴィス〉） ※NET版
- 夕陽のガンマン（ワイルド〈クラウス・キンスキー〉）※NET版
- 帰って来たガンマン（ジェリー・ブルースター〈トーマス・ハンター〉） ※NET版
- 大列車作戦（ディドン〈アルベール・レミー〉） ※NET版

1974年
- フレンジー（リチャード・ブレイニー〈ジョン・フィンチ〉）※NET版

1975年
- 遥か群衆を離れて（ガブリエル・オーク〈アラン・ベイツ〉） ※NET版
- ロンドン大捜査線 （ヴィク・デイキン〈リチャード・バートン〉） ※東京12ch版
- 暗くなるまで待って（ハリー・ロート〈アラン・アーキン〉） ※NET版
- 地球爆破作戦（コロッサス〈ポール・フリーズ〉）※NET版
- 奴らを高く吊るせ!（ルーミス〈L・Q・ジョーンズ〉） ※NET版

1976年
- 殺人ブルドーザー（ベルトラン〈ジェームズ・A・ワトソン・Jr.〉）※NET版
- 633爆撃隊（スコット〈ジョン・ボニー〉）※NET版
- 失われた世界（マヌエル・ゴメス〈フェルナンド・ラマス〉）※フジテレビ版
- ダンディー少佐（グレアム中尉〈ジム・ハットン〉） ※フジテレビ版
- ハイジャック（ゲイリー・ブラウン〈ルーズベルト・グリア〉） ※フジテレビ版
- 飛べ!フェニックス（トラッカー・コッブ〈アーネスト・ボーグナイン〉）※フジテレビ版

1977年
- 七人の特命隊（ブレード〈ケン・ウッド〉）※フジテレビ版
- ドク・ホリディ（ワイアット・アープ〈ハリス・ユーリン〉）※TBS版

1978年
- ブラック・ライダー（ウィリス・ラザフォード〈ハリー・ベラフォンテ〉） ※フジテレビ版
- 続・青い体験（コンテ・ザガリア〈リノ・バンフィ〉）※フジテレビ版
- 遠すぎた橋（カール・ルートヴィヒ親衛隊少将〈ハーディ・クリューガー〉） ※日本テレビ版
- マイ・フェア・レディ（ゾルタン・カーパシー〈セオドア・ビケル〉）※テレビ朝日版

1979年
- 荒野に生きる（ザカリー・バス〈リチャード・ハリス〉）※テレビ朝日版
- 戦争プロフェッショナル（ルッフォ〈ジム・ブラウン〉） ※フジテレビ版
- デアボリカ（ディミトリ〈リチャード・ジョンソン〉） ※テレビ朝日版
- 空飛ぶ十字剣（ツァオ〈パイ・イン〉）※東京12ch版
- ジェット機奪回指令（オルテガ〈サル・ミネオ〉） ※テレビ朝日版
- 黒いジャガー/アフリカ作戦（ジョン・シャフト〈リチャード・ラウンドトゥリー〉） ※フジテレビ版
- パニック・オブ・シンドローム/危機一髪巨大原子炉大爆発!（フランク・ボーレン〈ウィリアム・ディヴェイン〉）※日本テレビ版
- ダーティハリー2（シドニー〈アルバート・ポップウェル〉）※フジテレビ版
- ミッドウェイ（ウィリアム・ハルゼー中将〈ロバート・ミッチャム〉）※TBS版
- 八点鐘が鳴るとき（フィリップ・カルバート〈アンソニー・ホプキンス〉）※テレビ朝日版

1980年
- 大西部無頼列伝（エスクド〈ペドロ・サンチェス〉）※東京12ch版
- グリーン・ベレー（"ドック"マギー軍曹〈レイモンド・セント・ジャック〉） ※フジテレビ版
- 風とライオン（族長〈ナディム・サワラ〉）※テレビ朝日版
- ビッグ・ボス（アル・カポネ〈ベン・ギャザラ〉） ※TBS版
- 流されて…（ジェナリーノ・カルンキオ〈ジャンカルロ・ジャンニーニ〉） ※東京12ch版
- ミクロの決死圏（グラント〈スティーヴン・ボイド〉）※テレビ朝日版
- デモン・シード（プロテウス4号〈ロバート・ヴォーン〉） ※テレビ朝日版
- コンボイ（ピッグ・ペン〈バート・ヤング〉） ※テレビ朝日版
- ミーン・ドッグ・ブルース （オマール・キンズマン〈ジョージ・ケネディ〉） ※東京12ch版

1981年
- ヤング・フランケンシュタイン（ケンプ警部〈ケネス・マース〉）※LD版
- ロイ・ビーン（バッド・ボブ〈ステイシー・キーチ〉）※フジテレビ版
- ファイナル・カウントダウン（ダン・サーマン中佐〈ロン・オニール〉）※フジテレビ版
- 名探偵登場（ライオネル・トウェイン〈トルーマン・カポーティ〉） ※TBS版

1982年
- 七つの時計（モスゴロフスキー〈ジェイコブ・ウィトキン〉）※NHK版

1983年
- 宇宙清掃株式会社 サルベージ・ワン （ジャック・クリンガー〈リチャード・ジャッケル〉）※テレビ朝日版
- U・ボート（艦長〈ユルゲン・プロホノフ〉）※フジテレビ版
- スキャンドール（カルブーロ〈レナート・サルヴァトーリ〉） ※テレビ東京版

1984年
- アマゾネス対ドラゴン（ムーグ〈マーク・ハンニバル〉）※テレビ東京版
- ドラゴン太極拳（銀魔王〈カーター・ワン〉） ※テレビ朝日版
- 007 ムーンレイカー（サー・ヒューゴ・ドラックス〈マイケル・ロンズデール〉）※TBS版
- カリフォルニア・ギャルズ（マッド・マン・ジャック〈アル・ミュージック〉）※テレビ東京版
- カリフォルニア・ドールズ（ビッグ・ジョン・スタンレー〈ジョン・ハンコック〉）※テレビ朝日版

1985年
- ジャグラー ニューヨーク25時（ショーン・ボイド〈ジェームズ・ブローリン〉） ※フジテレビ版
- チェーン・リアクション（ラリー・スティルソン〈スティーヴ・ビズレー〉）※テレビ朝日版
- あきれたあきれた大作戦（ガルシア将軍〈リチャード・リバティーニ〉） ※テレビ朝日版
- バトルトラック（ジャド〈ランドルフ・パウエル〉）※フジテレビ版
- ネバーセイ・ネバーアゲイン（エミリオ・ラルゴ〈クラウス・マリア・ブランダウアー〉）※フジテレビ版
- ファイヤーフォックス（パヴェル・ウペンスコイ〈ウォーレン・クラーク〉）※テレビ朝日版
- 勇気ある追跡（ネッド・ペッパー〈ロバート・デュヴァル〉）※テレビ朝日版
- レイダース/失われたアーク《聖櫃》（トート〈ロナルド・レイシー〉）※日本テレビ版

1986年
- ブルース・ブラザース（ジェームズ牧師〈ジェームス・ブラウン〉）※フジテレビ版
- マンハッタン皆殺し作戦（ジョー〈ピーター・ボイル〉） ※テレビ朝日版
- キングコング2（ネヴィット中佐〈ジョン・アシュトン〉）※劇場公開版
- ロマンシング・ストーン 秘宝の谷（ホアン〈アルフォンソ・アラウ〉）※日本テレビ版

1987年
- ネイバーズ（アール・キース〈ジョン・ベルーシ〉）※日本テレビ版
- 恋しくて（クリフ〈ジョン・アシュトン〉） ※機内上映版
- スリラー・ゲーム/人狼伝説（ニュークリフ〈カルヴィン・ロックハート〉） ※テレビ朝日版
- ポリスアカデミー（サデウス・ハリス警部〈G・W・ベイリー〉）※TBS版
- インディ・ジョーンズ/魔宮の伝説（ラオ・チェ〈ロイ・チャオ〉）※日本テレビ版

1988年
- スター・ファイター（グリッグ〈ダン・オハーリー〉） ※日本テレビ版
- コットンクラブ（デルバート・ウィリアムズ〈グレゴリー・ハインズ〉）※TBS版
- ショート・サーキット2 がんばれ!ジョニー5（フレッド・リッター〈マイケル・マッキーン〉）※機内上映版

1989年
- サンダー（バリー・ヘンソン副官〈ライムンド・ハームストロフ〉） ※日本テレビ版
- チャイニーズ・ゴースト・ストーリー（道士〈ウー・マ〉）※ソフト版
- ダイ・ハード（アル・パウエル巡査部長〈レジナルド・ヴェルジョンソン〉）※ソフト版
- ザ・ドライバー（グラス〈ジョセフ・ウォルシュ〉）※テレビ朝日版
- ランボー3/怒りのアフガン（ザイセン大佐〈マルク・ド・ジョンジュ〉）※日本テレビ版
- ミッション（ロドリゴ・メンドーサ〈ロバート・デ・ニーロ〉）※TBS版

1990年
- 蜀山奇傳 天空の剣（長眉道人 / 太っちょ〈サモ・ハン・キンポー〉） ※テレビ朝日版
- ツインズ（ヴィンセント・ベネディクト〈ダニー・デヴィート〉）※ソフト版
- デューン/砂の惑星（ウラディミール・ハルコネン男爵〈ケネス・マクミラン〉）※テレビ朝日版

1991年
- 子熊物語（ビル〈ジャック・ウォレス〉）※TBS版
- フォード・フェアレーンの冒険（ジョニー・クランチ〈ギルバート・ゴットフリード〉）※ソフト版
- アドベンチャー・アーク/アポロンの秘宝（マハムッド〈リカルド・パラシオス〉）※テレビ朝日版
- 運命の逆転（アラン・ダーショウィッツ〈ロン・シルヴァー〉） ※ソフト版
- ハード・ウェイ（パーティ・クラッシャー〈スティーヴン・ラング〉）※ソフト版
- ダークマン（ロバート・G・デュラント〈ラリー・ドレイク〉）

1992年
- グローリー（マルケイ〈ジョン・フィン〉）※ソフト版
- ミュータント・ニンジャ・タートルズ2（シュレッダー〈フラノイス・チョウ〉）※劇場公開版
- ピンク・キャデラック（アレックス〈マイケル・デ・バレス〉）※TBS版
- アニー（プンジャブ〈ジェフリー・ホールダー〉） ※ソフト版
- アマゾネス・プリズン（ファン大尉〈アルド・サンブレル〉）※テレビ東京版

1993年
- アンディ・ラウの神鳥聖剣（魔王〈リチャード・ン〉）※ソフト版
- ホット・ショット2（サダム・フセイン〈ジェリー・ヘルヴァ〉）※ソフト版

1994年
- ハード・トゥ・キル（ケヴィン・オマリー警部補〈フレデリック・コフィン〉）※テレビ朝日版
- ダイ・ハード2（カーマイン・ロレンゾ警備隊長〈デニス・フランツ〉）※テレビ朝日版
- デルタフォース3（カダール〈ジョナサン・ケルキ〉）※ソフト版

1995年
- メジャーリーグ2（ルー・ブラウン〈ジェームズ・ギャモン〉） ※ソフト版
- トイ・ソルジャー（ルイス・カリ〈アンドリュー・ディヴォフ〉）※ソフト版
- 超時空兵団APEX（エルジン所長〈デヴィッド・ジーン・トーマス〉）※ソフト版
- スタークリスタル（ヴィクター・メネンデス〈フレッド・アスパラガス〉） ※ソフト版

1996年
- サンダーアーム/龍兄虎弟（魔王〈ケン・ボイル〉）※テレビ朝日版
- ダークマン2（ロバート・G・デュラン〈ラリー・ドレイク〉）※ソフト版
- カジュアリティーズ（レイリー中尉〈ヴィング・レイムス〉）※フジテレビ版
- ヴァンパイア・イン・ブルックリン（サイラス〈ジョン・ウィザースプーン〉）※ソフト版

1997年
- ピノキオ（ロレンジーニ〈ウド・キア〉）※ソフト版
- ジングル・オール・ザ・ウェイ（マイロン・ララビー〈シンバッド〉）※ソフト版
- マーヴェリック（ジョゼフ〈グラハム・グリーン〉）※日本テレビ版

1998年
- バッドデイズ（ロイ・イーガン〈ハーヴェイ・カイテル〉）※ソフト版
- カットスロート・アイランド（ドーグ・ブラウン〈フランク・ランジェラ〉）※フジテレビ版

1999年
- ジキル博士はミス・ハイド（イヴェス・デュボワ〈ハーヴェイ・ファイアスタイン〉）※フジテレビ版
- ランボー（ティーズル保安官〈ブライアン・デネヒー〉）※日本テレビ版
- クラッシュ・ダイブ 急速潜航（リヒター〈ライナー・ショーン〉）※フジテレビ版

2000年
- フラッド（ジム〈モーガン・フリーマン〉）※日本テレビ版
- ロミオ+ジュリエット（フルヘンシオ・キャピュレット〈ポール・ソルヴィノ〉）※テレビ朝日版
- マネー・トレイン（パターソン局長〈ロバート・ブレイク〉）※フジテレビ版
- スチュアート・リトル（スモーキー〈チャズ・パルミンテリ〉）※ソフト版

2001年
- ペイバック（ブロンソン〈クリス・クリストファーソン〉）※日本テレビ版
- ロッキー3（クラバー・ラング〈ミスター・T〉） ※日本テレビ版
- ジャック（ローレンス・ウッドルフ〈ビル・コスビー〉）※フジテレビ版
- G-SAVIOUR（グレーヴス委員長〈ブル・マンクマ〉/ナレーション） ※ソフト版
- マウス・ハント（アーニー・シュマンツ〈ネイサン・レイン〉）※TBS版
- エイリアン4（ジョーナー〈ロン・パールマン〉）※フジテレビ版
- ドクトル・ジバゴ（ヴィクトル・コマロフスキー〈ロッド・スタイガー〉）※ソフト版
- ロンドン・ドッグス（レイ・クリード〈レイ・ウィンストン〉）※ソフト版

2002年
- ベイブ/都会へ行く（セロニアス〈ジェームズ・コスモ〉）※日本テレビ版
- フィフス・エレメント（リンドバーグ大統領〈タイニー・リスター・Jr.〉）※テレビ朝日版
- 沈黙の陰謀（フロイド・ウェスリー〈ゲイラード・サーテイン〉）※日本テレビ版
- ウォーターワールド（ディーコン〈デニス・ホッパー〉）※テレビ東京版

2003年
- 13デイズ（カーチス・ルメイ〈ケヴィン・コンウェイ〉）※テレビ朝日版

2004年
- ニューオーリンズ・トライアル（ハーキン判事〈ブルース・マッギル〉） ※ソフト版
- DENGEKI 電撃（ヒンジス本部長〈ビル・デューク〉）※日本テレビ版
- 80デイズ（蒸気船船長〈マーク・アディ〉） ※劇場公開版

2007年
- ヴァン・ヘルシング（ハイド氏〈ロビー・コルトレーン〉）※テレビ朝日版
- スネーク・フライト（ネヴィル・フリン〈サミュエル・L・ジャクソン〉） ※ソフト版
- ドクター・ドリトル2（ビーバー〈リチャード・C・サラフィアン〉）※テレビ朝日版

2008年
- スピード・レーサー（パパ・レーサー〈ジョン・グッドマン〉） ※ソフト版

2009年
- ブラッディ・バレンタイン3D（バーク〈トム・アトキンス〉） ※劇場公開版
- トルネード 地球崩壊のサイン（ヴィッテンベルグ〈ハンス・ユルゲン・ヒューリグ〉）※テレビ朝日版
- コマンドーR（イワン〈ミハエル・ポレチェンコフ〉） ※ソフト版

2010年
- フルスピード 悪魔のフル・チューン（独: Vollgas - Gebremst wird später）（クリューガー警部〈キーム・ファン・ホウヴェニンゲ〉）※テレビ東京版
- キャッツ & ドッグス 地球最大の肉球大戦争（タブ・レーゼンビー〈ロジャー・ムーア〉） ※ソフト版

2011年
- ドルフ・ラングレン ザ・リベンジャー（エドワード・ジェン〈ドルフ・ラングレン〉） ※ソフト版
- ゲット スマート（大統領〈ジェームズ・カーン〉）※テレビ朝日版

2012年
- グリーン・ランタン（パララックス〈クランシー・ブラウン〉） ※ソフト版
- タイタンの戦い（ケフェウス王〈ヴィンセント・リーガン〉）※テレビ朝日版
- リトル・ショップ・オブ・ホラーズ（オードリー II〈リーヴァイ・スタッブス〉） ※ソフト版

2013年
- 007 慰めの報酬（メドラーノ将軍〈ホアキン・コシオ〉）※キングレコード版

#### ドラマ
時期不明
- 探偵キャノン（フランク・キャノン〈ウィリアム・コンラッド〉）※フジテレビ版
- リップタイド探偵24時（クインラン警部補〈ジャック・ギン〉）
- フェーム/青春の旅立ち（ロバート・サマーズ）
- ミステリーゾーン3 
  - #13「昔はよかった物語」（修理屋の主人〈ジェシー・ホワイト〉）
  - #20「西部劇作法」（ジェシー・ジェームス(俳優)〈ボブ・クライン〉）
  - #28「星のシンデレラ」（男2〈ポール・トリップ〉）

- ミステリーゾーン5 
  - #8「憎悪の家」（ロビー・ザ・ロボット）
  - #32「死ぬほど愛して」（フロイド・バーニー〈ゲイリー・クロスビー〉）

1964年
- ザ・ルーシー・ショー（1964年 - 1966年、セオドア・J・ムーニー〈ゲイル・ゴードン〉） ※TBS版

1965年
- マイペース二等兵（1965年-1966年、ヴィンス・カーター軍曹〈フランク・サットン〉）※TBS版

1966年
- 0011ナポレオン・ソロ ※日本テレビ版
  - 第46話『アフリカ大陸征服作戦』（ハミッド〈デヴィッド・レナード〉）

1967年
- スパイ大作戦 ※フジテレビ版
  - 第18話『冷戦のダイナマイト』（モイセフ〈ポール・ルカザー〉）

- 逃亡者 ※TBS版
  - 第94話『入場券は「死」』（ジョニー・ゲインズ中尉〈オジー・デイヴィス〉）

1968年
- 特攻ギャリソン・ゴリラ（イタチ〈クリストファー・ケーリー〉）※NET版
- インベーダー ※NET版
  - 第12話『嵐に狂う教会』（ルイス・ペレス〈カルロス・ロメロ〉）

1969年
- 四次元への招待

1972年
- 宇宙大作戦（1972年 - 1974年、モンゴメリー・スコット / チャーリー〈ジェームズ・ドゥーアン〉）※フジテレビ版

1973年
- スパイ大作戦 ※フジテレビ版
  - 第141話『殺しのジェット空輸』（リース・ドーラン〈アンソニー・ザーブ〉）
  - 第148話『シンジケートから来た男』（オリン・ケラー〈ジャック・キャシディ〉）

1974年
- サイボーグ危機一髪（→ 600万ドルの男） ※NET版
  - 第2話『超能力対決！サイボーグ対ロボット』（フレッド・スローン少佐／同ロボット（ジョン・サクソン））

1975年
- ダンディ2 華麗な冒険 ※NET版
  - 第9話『ヒットラーの鳥を盗れ！！』（グロスキー〈ダーレン・ネスビット〉）

1976年
- 特別狙撃隊S.W.A.T. ※東京12ch版
  - 第6話『裏切りの特別隊員』（ボー・プリチャード〈キャメロン・ミッチェル〉）

1977年
- 地上最強の美女バイオニック・ジェミー ※日本テレビ版
  - 第8話『バイオニック・ジェミーと母』（ヴィック・ボイリン〈ジョセフ・ジョージ〉）

- スペース1999 ※TBS版
  - 第5話『永遠の生命の怪』（カボット・ローランド博士〈ブライアン・ブレスド〉）

- チャーリーズ・エンジェル ※日本テレビ版
  - 第15話『大逆転!避暑地のクライマックス』（ヘラー〈チャールズ・サイファーズ〉）

1978年
- 刑事スタスキー&ハッチ ※TBS版
  - 第8話『こわい殺し屋を追っかけろ』（ハリー・マーティン〈ディック・アンソニー・ウィリアムズ〉）

- 地上最強の美女バイオニック・ジェミー ※日本テレビ版
  - 第39・40話『フェムボットの逆襲』（ロッド・カイラー〈ジェームズ・オルソン〉）

1980年
- チャーリーズ・エンジェル ※日本テレビ版
  - 第68話『火遊び!恐るべき女子大生』（ヴィクター・ホーグランド〈ハル・イングランド〉）

1982年
- アメリカン・ヒーロー
  - 第5話『僕はいつの日もTVヒーローに夢中』（トレイシー〈ジャック・ギング〉）
  - 第11話『国境の町を襲う 大暴れ山猫爆走集団』（プリーチャー〈デニス・バークレー〉）

1985年
- ナイトライダー ※テレビ朝日版
  - 第43話『殺人ミサイル壊滅作戦』（エデュアルド・オブライエン〈ペドロ・アルメンダリス・Jr〉）

1986年
- ナイトライダー ※テレビ朝日版
  - 第9話『激闘!善と悪2台のナイト2000』（トニー〈マイケル・マクレイ〉）

1987年
- ナイトライダー ※テレビ朝日版
  - 第45話『ビデオテープは死のサイン！芸能界潜入！マイケル歌手に!!』（ポール・ブロック〈マイケル・C・グウィン〉）
  - 第64話『暗躍！謎の忍者軍団・超高温ビーム砲の恐怖!!』（マック・ギフォード〈スティーブ・シャーンドル〉）

- 特捜刑事マイアミ・バイス ※テレビ東京版
  - 第40話『修正』（ロジャー・ファーガソン判事〈ビル・ラッセル〉）

- 特攻野郎Aチーム ※テレビ朝日版
  - 第39話『大アマゾンの秘宝』（エル・カホン〈セルジオ・カルデロン〉）

- キャプテンパワー（1987年 - 1989年、ナレーション） ※テレビ朝日版

1988年
- 冒険野郎マクガイバー（1988年 - 1995年、ジャック・ダルトン〈ブルース・マッギル〉）※TBS版
- 特攻野郎Aチーム ※テレビ朝日版
  - 第69話『掟破りの監獄ロック』（CJ・マック〈アイザック・ヘイズ〉）

- ナイトライダー ※テレビ朝日版
  - 第72話『ハイジャック！人質ボニーを救え』（チャールズ・ズーリック〈ロン・オニール〉）

1989年
- 特攻野郎Aチーム ※テレビ朝日版
  - 第70話『必殺！ 最後の大血戦』（本人、ハルク・ホーガン）

1990年
- アルフ※NHK版
  - 第41話、42話『タナー家の長い夜』（グリズワルド巡査〈レイ・バーク〉）

1991年
- ウルトラマンG（ナレーター）※ソフト版

1992年
- B.L.ストライカー（マッギー署長〈マイケル・O・スミス〉）※日本テレビ版
- インディ・ジョーンズ/若き日の大冒険 ※テレビ朝日版
  - 第10話『バルセロナ編』（マルチェロ〈テリー・ジョーンズ〉）

- こちらブルームーン探偵社 ※NHK版
  - 第43､44話『謀られて塀の中』（デリック〈ロッキー・ジョルダーニ〉）

1994年
- 青春の城 コビントン・クロス（ジョン・マレンズ〈ジェームズ・フォークナー〉） ※NHK版

1998年
- ER緊急救命室 （ワリントン）※NHK版

2000年
- ターザンの大冒険 ※NHK版
  - 第22話『神秘なる大地』（クライブ・ヘンズリー〈パトリック・リスター〉）

2001年
- 新・刑事コロンボ ※日本テレビ版
  - 第21話『殺意の斬れ味』（クリフォード・カルバート〈バリー・コービン〉）

2005年
- ザ・ホワイトハウス（2005年 - 2006年、パーシー・フィッツウォレス提督〈ジョン・エイモス〉） ※NHK版
- タバサ（マーヴィン・デッカー〈メル・スチュワート〉）※ソフト版

2006年
- 華麗なるペテン師たち ※NHK版
  - 第2話『目には目を』（フランク・ゴーリー〈ロバート・ピュー〉）

2007年
- 思いっきりハイキック!（2007年 - 2008年、イ・スンジェ〈イ・スンジェ〉）

2008年
- ミス・マープル ※NHK版
  - 第8話『シタフォードの謎』（ジョン・エンダービー〈メル・スミス〉）

2009年
- CSI:マイアミ
  - 第141話『シークレットディスク』（カート・ロッシ〈トム・サイズモア〉）

2010年
- 名探偵モンク ※NHK版
  - 第112話『そっくりさんは殺し屋』（ジミー・バーロー〈ヴィンセント・カラトーラ〉）

#### アニメ
放送年不明
- ピンクパンサー（親分、ルーガー警部）
- ポパイ（ブルート）※大陸書房版

1988年
- わんぱくダック夢冒険（1988年 - 1989年、スクルージ・マクダック〈アラン・ヤング〉）※テレビ東京版

1991年
- アイドル忍者タートルズ（シュレッダー）※NHK版

1993年
- バットマン
  - 第27話『地下帝国の秘密』（下水道王〈マイケル・パタキ〉）

1994年
- X-MEN（1994年 - 1995年、アポカリプス〈ジョン・コリコス〉）※テレビ東京版
- 不思議の森の妖精たち（ヘクサス〈ティム・カリー〉）

1996年
- アイアンマン ※NHK版
  - 第20話『消された惑星』（ダークイージス〈スコット・ヴァレンタイン〉）

1998年
- タンタンの冒険（ハドック船長〈クリスチャン・ペリシエール〉）
- チャイニーズ・ゴースト・ストーリー スーシン（イン道士〈李立群〉）

2000年
- ターザン（カーチャック〈ランス・ヘンリクセン〉）

2001年
- シュレック（オオカミ〈アーロン・ワーナー〉）

2004年
- シュレック2（オオカミ〈アーロン・ワーナー〉）
- ダックテイル・ザ・ムービー/失われた魔法のランプ（マーロック〈クリストファー・ロイド〉）

2005年
- ターザン2（カーチャック〈ランス・ヘンリクセン〉）

2007年
- シュレック3（オオカミ〈アーロン・ワーナー〉）

2009年
- ATOM（ハム・エッグ〈ネイサン・レイン〉）

2010年
- 怪盗グルーの月泥棒 3D（パーキンス氏〈ウィル・アーネット〉）
- シュレック フォーエバー（オオカミ〈アーロン・ワーナー〉）

2012年
- アドベンチャー・タイム（ナレーター）

#### 人形劇
1964年
- 海底大戦争 スティングレイ
  - 第14話『不思議な海底人』（クロンソン〈デビッド・グラハム〉）

1966年
- サンダーバード ※NHK版
  - 第7話『スパイにねらわれた原爆』（デンシー〈ピーター・ダインリー〉）
  - 第10話『ピラミッドの怪』（探検家ウィルソン〈レイ・バレット〉）
  - 第27話『海上ステーションの危機』（クラビッツ〈ジェレミー・ウィルキン〉）

1969年
- ジョー90 ※NET版
  - 第21話『戦慄の脱獄囚』（リール〈デヴィッド・ヒーリー〉）

1972年
- ジョー90 ※東京12ch版
  - 第30話『すばらしい誕生日』（グレッグソン〈キース・アレクサンダー〉）

1981年
- マペット・ショー（ドクター・ティース）

1990年
- きかんしゃトーマス（1990年 - 2007年、ゴードン）※フジテレビ版

2000年
- きかんしゃトーマス 魔法の線路（ゴードン）

### ゲーム
2014年以降の出演作品は生前の収録音声を引用したライブラリ出演。 
1991年
- 太平記（ナレーション）

1992年
- スタートリング・オデッセイ（ナレーション）
- 天外魔境II 卍MARU（ベーロン、地獄釜の肉助、剛天明王、弁慶）

1994年
- ウルトラマンパワード（ラッセル・エドランド隊長、ナレーション）※3DO版
- ドラゴンボールZ 武勇烈伝（リクーム）

1995年
- 空想科学世界ガリバーボーイ（コング）
- ザ・ファイヤーメン2 ピート & ダニー（ピート・グレイ）
- ドラゴンボールZ アルティメットバトル22（リクーム）
- ドラゴンボールZ 真武闘伝（リクーム）
- 北斗の拳（ゼンオウ）
- リンダキューブ（ベン）
- サージカルストライク（カブール将軍）

1996年
- ドラゴンボールZ 偉大なるドラゴンボール伝説（リクーム）

1997年
- テイルズ オブ デスティニー（ヒューゴ・ジルクリスト、シャイン・レンブラント）
- ネクストキング 恋の千年王国（ヘンリー王）
- マクロス デジタルミッション VF-X（艦長）

1998年
- 火星物語（キウイ65世）
- 仙窟活龍大戦カオスシード（大僧正、嵩山方士、泰山方士）

1999年
- スペースチャンネル5（ブランク）
- 男人生夢一路（田仲）
- ダンジョンキーパー2（ホーン・ド・リーパー）
- Dancing Blade かってに桃天使II 〜Tears of Eden〜（龍魔王）
- ベルセルク 千年帝国の鷹編 喪失花の章（ゾッド）

2000年
- スパイロ×スパークス トンでもツアーズ（リプトー）
- 冒険時代活劇ゴエモン（トラノオウ）
- 北斗の拳 世紀末救世主伝説（ラオウ）
- タツノコファイト（ブライキングボス、ナレーション）

2001年
- スーパーロボット大戦α外伝（帝王ゴール）
- 火焔聖母 〜The Virgin on Megiddo〜（華竜院大門）
- ドナルドダックレスキュー大作戦!!（マーロック）

2002年
- 機動戦士ガンダム戦記 Lost War Chronicles（ダグラス・ローデン）

2003年
- サムライスピリッツ零（兇國日輪守我旺）
- スーパーロボット大戦Scramble Commander（帝王ゴール）
- 第2次スーパーロボット大戦α（帝王ゴール、ド・ベルガン）
- ドラゴンボールZ（神龍、リクーム）
- 鋼の錬金術師 翔べない天使（アレックス・ルイ・アームストロング）
- みんなのGOLF 4（ベイダー、Z）
- ラーゼフォン 蒼穹幻想曲（亘理士郎）

2004年
- サムライスピリッツ零SPECIAL（兇國日輪守我旺）
- スーパーロボット大戦GC（帝王ゴール）
- ドラゴンボールZ 舞空闘劇（リクーム）
- ドラゴンボールZ2（リクーム）
- 鋼の錬金術師 ドリームカーニバル（アレックス・ルイ・アームストロング）
- 鋼の錬金術師2 赤きエリクシルの悪魔（アレックス・ルイ・アームストロング）
- ベルセルク 千年帝国の鷹編 聖魔戦記の章（ゾッド）
- METAL GEAR SOLID 3 SNAKE EATER（ヴォルギン大佐）

2005年
- カウボーイビバップ 追憶の夜曲（ゴンザ）
- ゴールデンアイ ダーク・エージェント（オーリック・ゴールドフィンガー）
- COBRA THE ARCADE（ターベージ）
- 第3次スーパーロボット大戦α 終焉の銀河へ（帝王ゴール）
- ドラゴンボールZ スパーキング!（神龍、リクーム）
- ドラゴンボールZ 舞空烈戦（神龍、リクーム）
- ドラゴンボールZ3（リクーム）
- 鋼の錬金術師 デュアルシンパシー 二人の絆（アレックス・ルイ・アームストロング）
- 鋼の錬金術師3 神を継ぐ少女（アレックス・ルイ・アームストロング）
- 北斗の拳（ラオウ）
- ローグギャラクシー（ヴァルコグ・ドレイザー）

2006年
- サモンナイト4（ゲック）
- スーパーロボット大戦XO（帝王ゴール）
- ソニック・ザ・ヘッジホッグ（ソレアナ王）※PlayStation 3版・Xbox 360版
- 超ドラゴンボールZ（神龍）
- テイルズ オブ デスティニー（PlayStation 2版）（ヒューゴ・ジルクリスト）
- ドラゴンボールZ スパーキング! ネオ（神龍、リクーム）

2007年
- クレヨンしんちゃんDS 嵐を呼ぶ ぬってクレヨ〜ン大作戦!
- ドラゴンボールZ スパーキング! メテオ（リクーム、則巻千兵衛、神龍、赤神龍）
- ドラゴンボールZ 遥かなる悟空伝説（リクーム）

2008年
- DISSIDIA FINAL FANTASY（ガーランド）
- ドラゴンボールZ インフィニットワールド（神龍、レッドリボン軍総帥、リクーム）
- ドラゴンボールZ バーストリミット（神龍、リクーム）
- ドラゴンボールDS（武道会アナウンサー、神龍）
- プロゴルファー猿（ミスターX）※Wii版
- 龍が如く 見参!（南光坊天海）

2009年
- KILLZONE 2（スカラー・ヴィサリ老）
- 大怪獣バトルNEO ギャラクシーレジェンド（暗黒宇宙大皇帝エンペラ星人）
- ディシディア ファイナルファンタジー ユニバーサルチューニング（ガーランド〈日本語版戦闘ボイス〉）
- ドラゴンボール 天下一大冒険（レッド総帥、神龍、司会者）
- ドラゴンボール レイジングブラスト（神龍、天下一武道会アナウンサー）
- 鋼の錬金術師 FULLMETAL ALCHEMIST 暁の王子（アレックス・ルイ・アームストロング）
- 鋼の錬金術師 FULLMETAL ALCHEMIST 背中を託せし者（アレックス・ルイ・アームストロング）
- 鋼の錬金術師 FULLMETAL ALCHEMIST 黄昏の少女（アレックス・ルイ・アームストロング）

2010年
- ドラゴンボール レイジングブラスト2（神龍、天下一武道会アナウンサー）
- ドラゴンボールDS2 突撃!レッドリボン軍（レッド総帥、神龍）
- 鋼の錬金術師 FULLMETAL ALCHEMIST 約束の日へ（アレックス・ルイ・アームストロング）

2011年
- KILLZONE 3（スカラー・ヴィサリ）
- ディシディア デュオデシム ファイナルファンタジー（ガーランド）
- ドラゴンボールヒーローズ（2011年 - 2019年、神龍、リクーム、究極神龍、レズン） - 5作品
- ファイナルファンタジー零式（軍令部長）
- ロード オブ アポカリプス（グレンデル）

2012年
- 龍が如く5 夢、叶えし者（斑目忠）

2013年
- HEROES' VS（エンペラ星人）

2014年
- 第3次スーパーロボット大戦Z 時獄篇 / 天獄篇（2014年 - 2015年、ハーデス神） - 2作品
- スーパーヒーロージェネレーション（エンペラ星人）

2017年
- スーパーロボット大戦V（ハーデス神 / 闇の帝王）

2018年
- スーパーロボット大戦X（闇の帝王）

2019年
- スーパードラゴンボールヒーローズ ワールドミッション（神龍、リクーム、レズン）

2021年
- スーパーロボット大戦DD（ド・ベルガン）

2022年
- 共闘ことばRPG コトダマン（アレックス・ルイ・アームストロング）

2023年
- モンスターストライク（アレックス・ルイ・アームストロング）

### ドラマCD
1992年
- 集英社カセットブック ジョジョの奇妙な冒険 第1巻 空条承太郎見参の巻（ジョセフ・ジョースター）
- NEWドリームハンター麗夢 総統のメルセデス（榊警部）

1993年
- 集英社カセットブック ジョジョの奇妙な冒険 第3巻 DIOの世界の巻（ジョセフ・ジョースター）

1995年
- ストリートファイターII外伝 〜キャミィ・闘いの序曲〜（ウルフマン大佐）

1997年
- 岸和田博士の科学的愛情（大塚長官）

2004年
- 瀬戸の花嫁（瀬戸豪三郎）

2005年
- 逆境ナイン（校長）

2006年
- 最終神話戦争イデアオペラ オリジナルドラマCD（ゼウス） 
  - 第1章 罅割れたミュトス
  - 第2章 彷徨う冥界の扉

2007年
- 最終神話戦争イデアオペラ オリジナルドラマCD（ゼウス） 
  - 第3章 輝ける悠遠の女神

2008年
- Yourすいーとほーむ（水無月雅人）

2010年
- テイルズ オブ デスティニー（ヒューゴ・ジルクリスト）

### 特撮
- ウルトラシリーズ
  - ウルトラマンティガ〜光の子供たちへ〜（2001年、謎の声）
  - ウルトラマンメビウス（2007年、暗黒宇宙大皇帝エンペラ星人の声）
- 海賊戦隊ゴーカイジャー THE MOVIE 空飛ぶ幽霊船（2011年、ロスダークの声）

### 人形劇
- こどもにんぎょう劇場「大工と鬼六」（鬼六）
- 聖石傳説（ナレーション）
- ひょっこりひょうたん島（オッサン隊長）
- ひげよさらば（黒ヒゲ）

### ラジオ
- ラジオ けんぷファー 賢二と愛のわくわく臓物ランド（音泉、2009年9月4日 - 12月25日）

### ナレーション
- マッハ'78（予告ナレーター）
- ウルトラ6兄弟VS怪獣軍団（予告ナレーター）
- ウルトラマン怪獣大決戦（予告ナレーター）
- ウルトラマンティガ&ウルトラマンダイナ 光の星の戦士たち（予告ナレーター）
- 金曜テレビの星 大食い王座決定戦
- ザ・ジャッジEX（ミスタージャッジの声）
  - Dのゲキジョー 〜運命のジャッジ〜（VTRで顔出し出演）
- 趣味悠々
  - 「ようこそ!鉄道模型の世界へ〜レイアウト製作入門〜」
  - 「鉄道模型でつくる思い出の風景〜Nゲージ・レイアウト制作入門〜」
- 通販DJ（現・DJモノフェスタ）
- TXNニュースワイド 夕方いちばん
- 土曜スペシャル※不定期
- トリビアの泉 〜素晴らしきムダ知識〜
  - 「ファミコンを武器に戦うマンガがある」（グロス）2004年6月16日
- ファ見る! 2010年8月号・2007年10月号・2009年1月号の諜報員（ラオウ、則巻千兵衛の声）
- プロ野球珍プレー・好プレー大賞（大リーグ版ナレーション）
- 目撃!ドキュン
- 7男2女11人の大家族石田さんチ!
- マグロに賭けた男たち
- 団塊スタイル
- 激録・警察密着24時!!
- もう一つの日本海海戦
- ÉMOTION=伝説の午後・いつか見たドラキュラ（監督・撮影・編集：大林宣彦）
- 徳光&所のスポーツえらい人グランプリ

### テレビドラマ
- 東芝日曜劇場 開局十周年記念番組 栄光の旗（1965年、TBS）
- 大河ドラマ（NHK）
  - 太閤記（1965年） - 注進の武士
  - 源義経（1966年） - トクウス
  - 三姉妹（1967年） - 土手熊
  - 勝海舟（1974年） - 土屋忠次郎
- 特別機動捜査隊 第253話「白鳥の死」（1966年 NET・東映） - 工事現場作業員
- 七人の刑事 第216話「ハプニング殺人」（1968年、TBS）
- キイハンター 第9話「海に消えた女」(1968年、TBS・東映)
- あゝ忠臣蔵 第14話「恋の祭り囃子」(1969年、KTV・東映）
- 鞍馬天狗（1969年、NHK） - 折井新助
- 破れ傘刀舟悪人狩り 第7話「忘却の女」（1974年、NET・三船プロダクション） - 石田軍八
- あにき - 男
- 江戸の用心棒（オープニングナレーション）
- 闘え!ドラゴン（ナレーション）
- 世にも奇妙な物語 2001年秋の特別編「ママ新発売!」（2001年、フジテレビ） - 男らしさ売場店員

### 映画
- 不連続殺人事件（1977年） - 内海明
- Wonderful World（2010年） - 弦仁院竜斎、木島夢蔵

### 舞台
- ウルトラマンプレミアステージ（暗黒宇宙大皇帝エンペラ星人の声）
- 鈴置洋孝プロデュース
  - 煙が目にしみる
  - スターダスト
  - 見果てぬ夢
  - 誰かが誰かを愛してる
- 目を見て嘘をつけ（劇団KAKUTA、2008年1月、2010年2月公演）

### CM
- 丹頂「マンダム」（ナレーション）
- アートネイチャー（ナレーション）
- フェザー安全剃刀「フェザーF-II」（1977年1月、ナレーション）
- 旭化成缶チューハイ「ハイリキ」TVCM（サッカー審判役）
- アリコジャパン まもりたい
- AEON お客様感謝デー（ハーティマーティ）
- ウォーロード/男たちの誓いTVCM（ナレーション）
- ADK 「ワールドヒーローズ2」（ナレーション）
- 角川書店「スレイヤーズろいやる」
- 角川書店「スレイヤーズろいやる2」
- 牛乳石鹸「ニュータイプ」（ナレーション）
- 三共生興「ハング・テン」（ナレーション）
- 野村トーイ レキシィデータ（ナレーション）
- デンカ「ハードロック」（ナレーション）
- カメラのナニワ（ナレーション）
- 早川電機→シャープ「シャープポータブルテレビ・ジャーナルGT」（ナレーション）
- コニシ「アロンアルフア」（古代ギリシャ風の衣装で顔出し出演、則巻千兵衛〈『Dr.スランプ アラレちゃん』コラボCM時〉）
- シーパレス（石川県のパチンコ店・ラオウの声）
- ジャレコ「バイオ戦士DAN インクリーザーとの闘い」（ナレーション）
- スズキ・フロンテ（初代、3代目）（ナレーション）
- ゼブラボールペン（みえる、みえる）
- 鈴木日本堂「トクホンチール」（ナレーション）
- 清酒富久娘（ナレーション）
- ダイハツ・フェローマックス（ナレーション）
- タカラ 「ミクロマン」（ナレーション、デスキングの声）
- タカラ 「ニューミクロマン」（ナレーション）
- タカラ 「フィストエイリアン」（ナレーション）
- 東洋水産「マルちゃん 激めん」（ピート・ローズを叱りつける工事現場の監督役で顔出し出演）
- 津村順天堂　バスピカ＝顔出し出演
- トヨタ・クラウン（2代目）（ナレーション）
- トヨタ・カリーナ（2代目〜4代目）（ナレーション）
- トヨタ・コロナ（7代目、ロジャー・ムーアがCM出演）（ナレーション）
- トヨタ・ノア（ナレーション）
- 日成ビルド工業「日成サイディング」TVCM
- 日本ケロッグ コーンフロスト（現コーンフロスティ）（トニー・ザ・タイガーの声）
- 日本リーバ「イグロのフィッシュ・オー・フィンガー」（キャプテン・イグロの日本語吹替）
- 任天堂 ファミリーコンピュータ（ナレーション）
- 任天堂 ファミリーコンピュータ 光線銃シリーズ（ナレーション）
- 任天堂 ファミリーコンピュータ ディスクシステム（ナレーション）
- 任天堂 メトロイド（ナレーション）
- 任天堂 スーパーマリオブラザーズ（ナレーション）
- セガ ランボーIII（ナレーション）
- バンダイ ファミコンジャンプII 最強の7人（両津勘吉の声）
- バンダイ「霊幻道士の大冒険ゲーム」（ナレーション）
- バンダイ キン肉マン キン肉星王位争奪戦（ナレーション）
- バンダイ 超ドラゴンボールZ（アナウンサーの声）
- 清酒日栄（ナレーション）
- 山代温泉山下家
- ユタカ「SDガンダムワールド ガチャポン戦士5 BATTLE OF UNIVERSAL CENTURY」（ナレーション）
- ヨドバシカメラ（ナレーション）
- レッドブル（栄養ドリンク）
- パラディソ（扇屋商事 宮城県パチンコチェーン店）（ラジオCMナレーション・『北斗の拳』ラオウ役で単独CMと、宮村優子〈『新世紀エヴァンゲリオン』アスカ役〉との競演の2パターンあり）
- 旭川ばんえい競馬（ナレーション）
- スパルタンX（ナレーション）
- マッドマックス2（ナレーション）
- エイリアン2（ナレーション）
- ライオン「ZACT」（ナレーション）
- ランボー3 怒りのアフガン（ナレーション）
- 野獣捜査線（ナレーション）
- 参天製薬「ジュニアサンテ」（『プロゴルファー猿』ミスターX役）
- 平坂製薬「ヘデクパウダー」（長崎県のローカルCM）（ナレーション）
- 道新スポーツ（ナレーション）
- ショウワノート「ジャポニカ学習帳」（酋長の声、1980年代）
- モービル モービル1（ナレーション）
- ドラゴンボール劇場版DVD－BOX DRAGON BOX THE MOVIES（ナレーション）
- ガンバの冒険DVD-BOX（ナレーション）
- 明治生命「ダイヤモンド保険」（「アイム・ア・チャンピオン」を連呼[230]）

### パチンコ・パチスロ
- 北斗の拳シリーズ（ラオウ）
  - サミー ※パチンコ
    - CR北斗の拳 伝承
    - CR北斗の拳 強敵（とも）
    - CR北斗の拳 STV
    - CR北斗の拳 剛掌
    - CR北斗の拳 慈母

  - サミー ※パチスロ
    - 北斗の拳
    - 北斗の拳SE（スペシャルエディション）
    - 北斗の拳2 乱世覇王伝 天覇の章（らんせはおうでん てんはのしょう）
- 大一「CRプロゴルファー猿」（ミスターX）※パチンコ

### その他コンテンツ
- 理科教室 小学校2年生〜はてなはてな〜（画面付きコンピューターのキャラクター「ひとみ博士」の声を担当[231]。一部の回ではひとみ博士が白衣を纏った人間に変身した設定で顔出し出演。）
- なんちゃってバンパイヤン（パパ）
- YES'89横浜博覧会横浜館「ワンダーシップ号の冒険」（タイムマシン・ワンダーシップ号艦長役として、プレショーのビデオ画面に顔出し出演）
- 東京国立博物館「対決 巨匠たちの日本美術」音声ガイド（狩野永徳）
- セイウチ・ビジネス・スタジアム
- 任天堂 ファミリーコンピュータ ディスクシステム紹介店頭ビデオ（ナレーション〈『ゼルダの伝説』紹介コーナーでは老人・商人の声役も兼任〉）
- ユニバーサル・スタジオ・ジャパン内「ターミネーター2：3D」（サイバーダイン社最新プレゼンテーション・ナレーション）
- ALFA RECORD/KYODO TOKYO PRESENT「FUSION FESTIVAL'78 [WE BELIEVE IN MUSIC]」-Fusion Instrumentel day-II〈細野晴臣&イエロー・マジックVSニール・ラーセン〉（1978年12月10日、新宿区・紀伊国屋ホール、司会）
- ワンダーランド『WANDER AGENTS』シリーズ（鬼瓦本部長）
- 朝日ソノラマ ソノシート「ゲゲゲの鬼太郎・妖怪大戦争」（バックベアード）
- 脳内エステ IQサプリ第100回超特大生放送IQミラー（2006年12月30日、則巻千兵衛）
- 海を目指して風になる（1995年、京浜急行紹介ビデオ）

## 後任
内海の死後、持ち役・ナレーションを引き継いだ人物は以下の通り。ただし、声優を総入れ替えした作品については対象外としている。
| 後任       | 役名                               | 概要作品                                        | 後任の初担当作品                                    |
| ---------- | ---------------------------------- | ----------------------------------------------- | --------------------------------------------------- |
| 大友龍三郎 | 神龍                               | 『ドラゴンボール』シリーズ                      | 『ドラゴンボール改』第97話                          |
| 中井和哉   | ナレーション                       | 『激録・警察密着24時!!』                        | 第21回                                              |
| 飯塚昭三   | 鴨川源二                           | 『はじめの一歩』                                | 『はじめの一歩 Rising』                             |
| 佐藤正治   | 鴨川源二                           | 『はじめの一歩』                                | 『はじめの一歩 FIGHTING SOULS』                     |
| 楠大典     | ジョージ・ディロン                 | 『プレデター』（フジテレビ版）                  | 吹替の帝王版追加収録                                |
| 緒方賢一   | ナレーション                       | 『激録・警察密着24時!!』                        | 第23回                                              |
| 中博史     | ナレーション                       | 『7男2女11人の大家族石田さんチ!』               | 2014年3月27日放送分                                 |
| 屋良有作   | 宇宙魔王                           | 『太陽の使者 鉄人28号』                         | 『第3次スーパーロボット大戦Z 時獄篇』               |
| 屋良有作   | ラモン・ロホ                       | 『荒野の用心棒』（テレビ朝日版）                | コレクターズエディション用追加収録                  |
| 屋良有作   | 則巻千兵衛                         | 『Dr.スランプ アラレちゃん』                    | 『ドラゴンボール超』                                |
| 屋良有作   | レズン                             | 『ドラゴンボールZ 地球まるごと超決戦』          | 『ドラゴンボール レジェンズ』                       |
| 玄田哲章   | ジャック・ネーピア / ジョーカー    | 『バットマン』（テレビ朝日版）                  | WOWOW版追加収録                                     |
| 玄田哲章   | ラオウ                             | パチスロ『北斗の拳』シリーズ                    | 『ぱちんこCR北斗の拳6 拳王』                        |
| 玄田哲章   | 蓑念鬼                             | 『バジリスク 〜甲賀忍法帖〜』                   | 『バジリスク3』                                     |
| 玄田哲章   | くらやみまん                       | 『それいけ!アンパンマン』                       | 第1390話Bパート                                     |
| 手塚秀彰   | オブテュース                       | 『パックワールド』                              | 第40話                                              |
| 落合弘治   | フランク・ブリット                 | 『ブリット』（テレビ朝日版）                    | WOWOW版追加収録                                     |
| 落合弘治   | ラルフ・ソーソン                   | 『ハンター』（テレビ朝日版）                    | WOWOW版追加収録                                     |
| 最上嗣生   | モーフィアス                       | 『マトリックス』（フジテレビ版）                | WOWOW版追加収録                                     |
| 石井康嗣   | ガーランド                         | 『ディシディアファイナルファンタジー』          | 『ディシディア ファイナルファンタジー』（ACゲーム） |
| 石井康嗣   | ランプの巨人                       | 『それいけ!アンパンマン』                       | 1406話Bパート                                       |
| 龍田直樹   | ムシバキンマン                     | 『それいけ!アンパンマン』                       | 1405話Bパート                                       |
| 関智一     | エンペラ星人                       | ウルトラシリーズ                                | 『ウルトラマンフェスティバル2018』                  |
| 稲葉実     | オオカミ                           | シュレックシリーズ                              | 『シュレック 泥んこコレクション』                   |
| 鏡優雅     | トニー・ザ・タイガー               | ケロッグ「コーンフロスティ」テレビCM            | 2021年2月以降                                       |
| 小西克幸   | コマンドガンダム                   | 『武者・騎士・コマンド SDガンダム緊急出撃』     | 『SDガンダム バトルアライアンス』                   |
| 斉藤次郎   | アレックス・ルイ・アームストロング | 『鋼の錬金術師 FULLMETAL ALCHEMIST』            | 『鋼の錬金術師 MOBILE』                             |
| 間宮康弘   | パーキンス氏                       | 『怪盗グルーの月泥棒』                          | 『ミニオンズ フィーバー』                           |
| 丸山壮史   | カーマイン・ロレンゾ署長           | 『ダイ・ハード2』（テレビ朝日版）               | スター・チャンネル追加録音                          |
| 勝部演之   | ジャッフェ・ジョッファ王           | 『星の王子 ニューヨークへ行く』（日本テレビ版） | 『星の王子 ニューヨークへ行く2』                    |
| 渡辺篤史   | ナレーション（語り）               | 『マグロに賭けた男たち』                        | TBA                                                 |
| 神谷明     | ナレーション                       | 『DJモノフェスタ』                              | TBA                                                 |